# Abdoulkader Thiam
Abdoulkader Thiam (Maghama, 3 ottobre 1998) è un calciatore mauritano con cittadinanza francese, difensore del St-Pryvé St-Hilarie.

## Caratteristiche tecniche
È un difensore centrale.

## Carriera

### Club
È cresciuto nelle giovanili del Monaco.

### Nazionale
Nel 2014 ha giocato 6 partite con la nazionale francese Under-16.
Ha esordito con la nazionale mauritana il 24 marzo 2018 in occasione di un'amichevole vinta 2-0 contro la Guinea. Ha partecipato alla Coppa d'Africa nel 2019 e nel 2021.

## Statistiche

### Cronologia presenze e reti in nazionale
| Cronologia completa delle presenze e delle reti in nazionale ― Mauritania | Cronologia completa delle presenze e delle reti in nazionale ― Mauritania | Cronologia completa delle presenze e delle reti in nazionale ― Mauritania | Cronologia completa delle presenze e delle reti in nazionale ― Mauritania | Cronologia completa delle presenze e delle reti in nazionale ― Mauritania | Cronologia completa delle presenze e delle reti in nazionale ― Mauritania | Cronologia completa delle presenze e delle reti in nazionale ― Mauritania | Cronologia completa delle presenze e delle reti in nazionale ― Mauritania |
| Data                                                                      | Città                                                                     | In casa                                                                   | Risultato                                                                 | Ospiti                                                                    | Competizione                                                              | Reti                                                                      | Note                                                                      |
| ------------------------------------------------------------------------- | ------------------------------------------------------------------------- | ------------------------------------------------------------------------- | ------------------------------------------------------------------------- | ------------------------------------------------------------------------- | ------------------------------------------------------------------------- | ------------------------------------------------------------------------- | ------------------------------------------------------------------------- |
| 24-3-2018                                                                 | Nouakchott                                                                | Mauritania                                                                | 2 – 0                                                                     | Guinea                                                                    | Amichevole                                                                | -                                                                         | 85’                                                                       |
| Totale                                                                    |                                                                           | Presenze                                                                  | 1                                                                         |                                                                           | Reti                                                                      | 0                                                                         |                                                                           |